# María Teresa Prieto
Maria Teresa Prieto (født 1896 i Oviedo, Spanien - død 24. januar 1982 i Mexico City, Mexico) var en spansk/mexicansk komponist og pianist.
Prieto studerede klaver og kompostion på Musikkonservatoriet i Madrid. Grundet den spanske borgerkrig, flyttede hun til Mexico (1937), og boede hos sin broder. Hun tog timer i komposition hos Carlos Chavez og Manuel Ponce. Studerede senere i USA, på Mills Universitet i Oakland, Californien hos Darius Milhaud. Prieto har skrevet 3 symfonier, orkesterværker, kammermusik, balletmusik, symfoniske digtninge, instrumentalværker for mange instrumenter etc. Hun slog sig ned i Mexico, og vendte aldrig tilbage til Spanien igen.

## Udvalgte værker
- Symfoni nr. 1 "Asturisk" (1942) - for orkester
- Symfoni nr. 2 "Lille Symfoni" (1945) - for orkester
- Symfoni nr. 3 "Første dans" (1961) - for orkester
- "Symfonisk indtryk" - (1940) - for klaver og orkester